# Ellen Krügel
Ellen Krügel est une céiste est-allemande pratiquant le slalom.
Elle remporte la médaille d'argent aux Championnats du monde de slalom (canoë-kayak) 1957 à Augsbourg en C-2, ainsi qu'une médaille de bronze lors des Championnats du monde de slalom (canoë-kayak) 1959 à Genève en C-2. 